# Blons
Blons település Ausztria legnyugatibb tartományának, Vorarlbergnek a Bludenzi járásában található. Területe 14,8 km², lakosainak száma 326 fő, népsűrűsége pedig 22 fő/km² (2014. január 1-jén). A település 903 méteres tengerszint feletti magasságban helyezkedik el.
A település részei:
- Blons
- Oberblons
- Valentschina
- Walkenbach

## Fordítás
- Ez a szócikk részben vagy egészben  a   Blons című angol Wikipédia-szócikk ezen változatának fordításán alapul.  Az eredeti cikk szerkesztőit annak laptörténete sorolja fel. Ez a jelzés csupán a megfogalmazás eredetét és a szerzői jogokat jelzi, nem szolgál a cikkben szereplő információk forrásmegjelöléseként.